# Limeco
Die Limeco ist ein regionales selbständiges Unternehmen des öffentlichen Rechts im Limmattal, das in der Abfallentsorgung, der Abwasserreinigung und der Verteilung von Fernwärme tätig ist.

## Tätigkeitsbereiche
Limeco reinigt täglich in der Kläranlage Limmattal 35'000 m³ Mischwasser, das aus neun Gemeinden stammt. Die eigene Kehrichtverwertungsanlage (KVA) verwertete 2019 eine Abfallmenge von leicht über 94'000 t. Die daraus erzeugte Fernwärme wird in der Region verteilt und durch eine Wärmepumpe, die das Limmatwasser als Wärmequelle nutzt ergänzt. Für 2035 ist die Inbetriebnahme eines Ersatzneubaus der Kehrichtverwertungsanlage geplant. 2018 kaufte Limeco ein benachbartes Areal von Coop, um Platz für einen Neubau zu schaffen.

## Geschichte
Das Unternehmen wurde 1959 durch die acht Zürcher Trägergemeinden Dietikon, Geroldswil, Oberengstringen, Oetwil an der Limmat, Schlieren, Unterengstringen, Urdorf und Weiningen als Gemeindeverband Kläranlage Limmattal gegründet. 1961 wurde mit dem Bau der Kläranlage Limmattal begonnen, die 1967 in Betrieb ging. In den Jahren 1969 bis 1971 wurde die Kehrichtverwertungsanlage Dietikon gebaut und in Betrieb genommen, die 1985 mit einem Fernwärmenetz zum Kehrichtheizkraftwerk mit zwei Ofenlinien ausgebaut wurde. 2009 wurde eine Wärmepumpe für die Fernheizung des Quartiers Limmatfeld in Dietikon in Betrieb genommen.